# バットレスダム

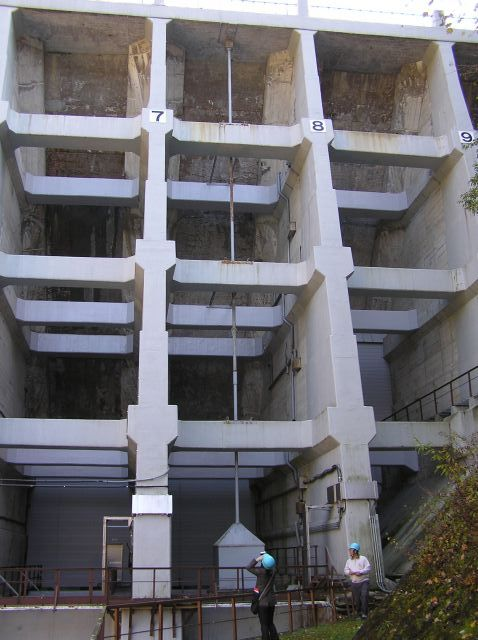
丸沼ダム

バットレスダムはダムの型式のうち、水圧を受けるコンクリートの止水壁を鉄筋コンクリートの扶壁（ふへき=バットレス）で支える方式のダム。扶壁式ダムとも言われる。

## 概要
複数の扶壁を連ね、上流面の遮水壁を扶壁が支えることによって水圧に耐えるという構造を有する。扶壁は河床に垂直に立てる他、垂直扶壁を支えるための扶壁を水平に設置する。従って格子状の外観となる。
バットレスダムは、アンバーセン式とフラットスラブ式とマルチプルアーチ式とコンティギュアス式(中空重力式コンクリートダム)の四種類であるが、日本ではアンバーセン式をバットレスダムとさす。海外ではアーチ型の扶壁を幾重にも重ねる型式のバットレスダムもあり、その意味ではマルチプルアーチダムにも類似する。堤体中央部に洪水吐を設けることは安定性の上で不可能なため、山腹を削って脇から洪水吐を建設し、貯水した湖水を放流する。その意味ではロックフィルダムとも相似する。なお、明治時代に苫小牧のパルプ工場に電力を供給するために株式会社が千歳川に建設した千歳第1ダムは、小堰堤でありながら重力式コンクリートダムの特徴を兼備しており「重力式バットレスダム」とも言われる。

## 歴史
日本で最初に作られたバットレスダムは、1918年に南樺太に造られた手井ダムである。
そして、日本本土においては、1923年（大正12年）に函館市（函館市水道局などを経て現：函館市企業局上下水道部）が上水道の水確保のために第2次拡張事業の一環として建設した笹流ダムが最初である。当時は大井ダム等の大規模重力式コンクリートダム建設が主流になりつつあった。だが、セメントが極めて高価だったために工費コストを削減し利潤を追求したい電力会社はコンクリート量を節約できるバットレスダムに注目、続々と建設され始めた。特に東京電燈（現：東京電力）が建設した丸沼ダムは堤高及び総貯水容量で日本一の規模を誇った。
だが、次第にコンクリートが安価になり大量に使用できるようになったこと、ダムを支える扶壁は複雑な形状のため型枠設計や完成後の扶壁へのメンテナンスにコストが掛かるため長期的スパンでのコストパフォーマンスに劣ること、さらには地震に弱いことから大規模なダムを建設することができず、大規模発電用ダム建設を志向していた電力会社のメリットに合致しなくなった。こうして1937年（昭和12年）に鳥取県で完成した三滝ダムを最後に以後全く建設されることはなかった。笹流ダムが完成してからわずか14年後のことである。
日本国内では8基建設されたが、長野県の旧小諸発電所第一調整池は崩壊、新潟県の高野山ダムは再開発によりロックフィルダム（表面アスファルト遮水壁型フィルダム）に変更されたため、現存するのは6基である。ほとんどが補強・改築され完成当時の姿を残すのは少ない。しかし、いずれも土木史的に貴重な建造物であるため土木学会選奨の「土木遺産」に選定されている。また、丸沼ダムは完成当時の姿が残存していること、堤高日本一であることなどが評価されて2003年（平成15年）に電力会社管理ダムとしては初めて国の重要文化財に指定された（ダム自体としては秋田県の藤倉ダム、現役のダムとしては広島県の本庄ダムが初指定）。
笹流ダムを除くダムは国家による電力再編成の名の下で日本発送電株式会社に接収・管理され、戦後1950年（昭和25年）に日本発送電の分割・民営化によって9電力会社に分配されるという波乱の歴史も歩んでおり、このような観点からも歴史的に価値あるダム型式と言える。
透過型の砂防ダム（治山ダム）として使われることもある。昔のものは土石流の直撃にはあまり強くないとされ、上流に不透過型の砂防ダムを置き土石流の勢いを減衰させられるような場所で使われることが多い。

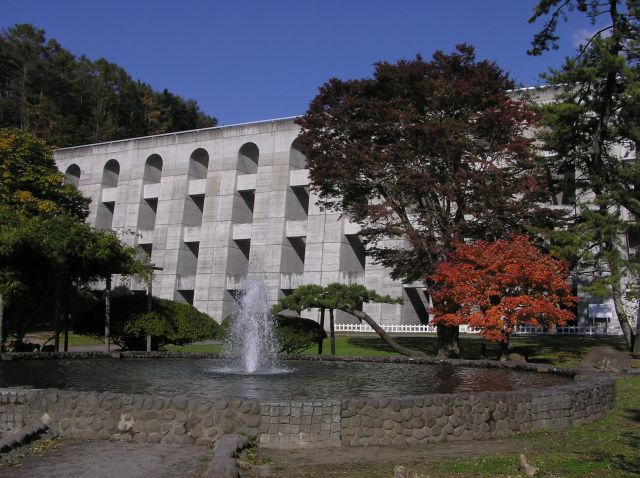
笹流ダム
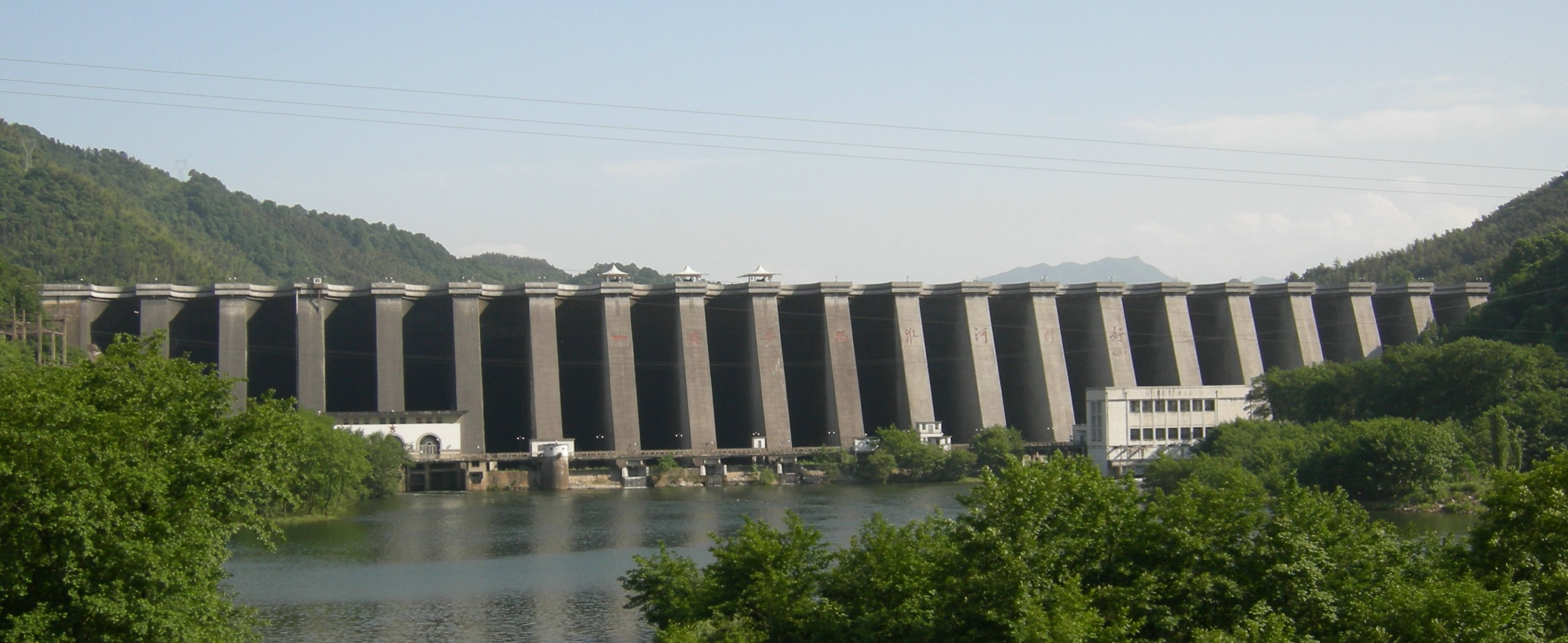
仏子嶺ダム（中国）
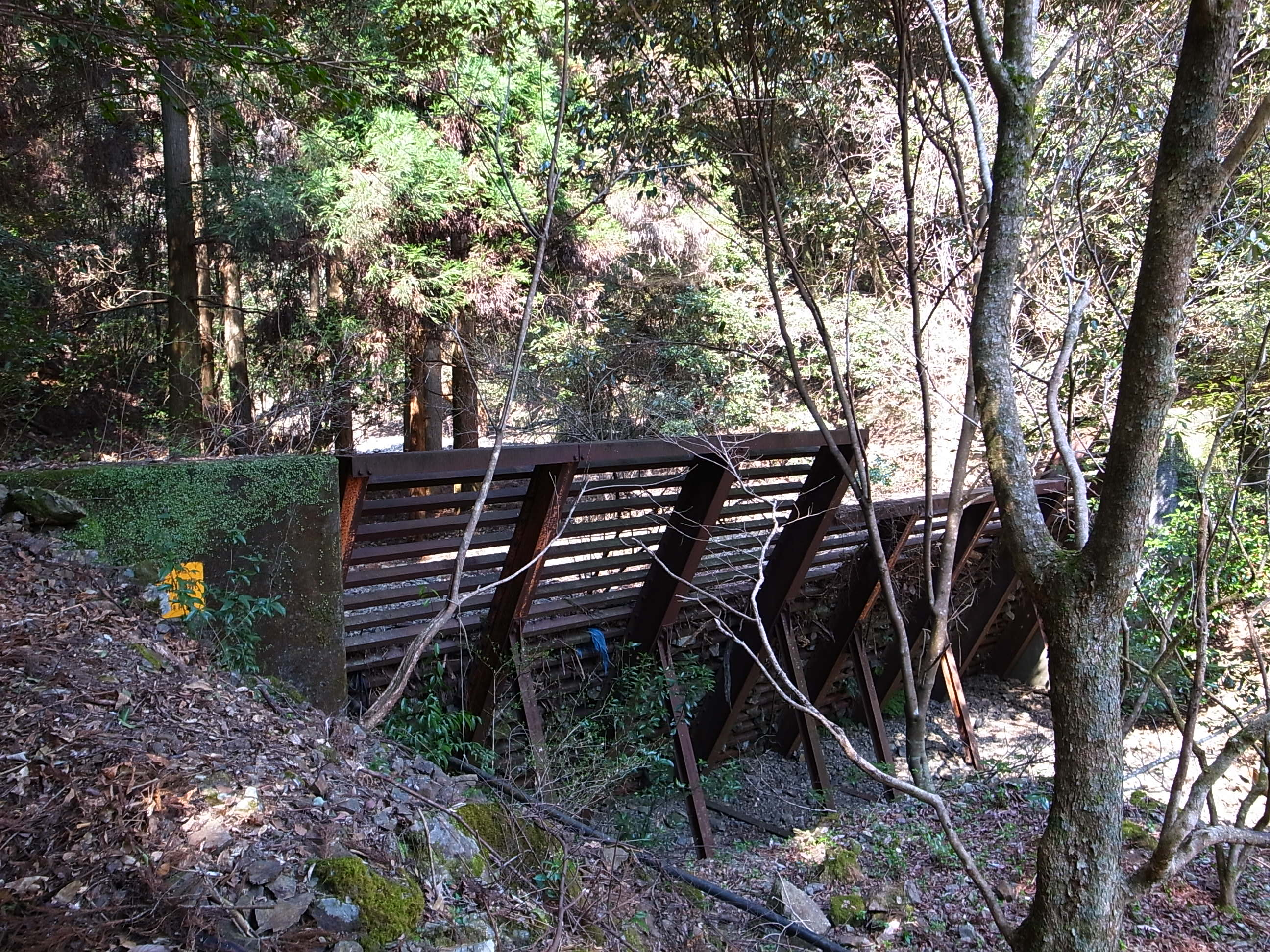
バットレスの砂防ダム

## 日本のバットレスダム一覧
15m以下だと父島にあるフラットスラブ式の境浦ダムが存在する。このダムは、1940年頃に旧日本海軍により作られた。また、愛媛県にある、柿原第二貯水池堰堤は補助的にバットレスが付いており、須賀川ダムの完成により廃止された。そして、岡山県にある奥津発電所貯水槽はバットレス構造となっている。
そして、大阪府にある泉南農業公園調整池は、スチールが遮水壁のバットレスダムである。
なお、明治時代に苫小牧のパルプ工場に電力を供給するために王子製紙株式会社が千歳川に建設した千歳第1ダムは、小堰堤でありながら重力式コンクリートダムの特徴を兼備しており「重力式バットレスダム」とも言われる。
| 所在地 | 水系名   | 一次 支川名 （本川） | 二次 支川名 | 三次 支川名 | ダム名   | 堤高 （m） | 総貯水 容量 （千m3） | 管理主体 | 備考                     |
| ------ | -------- | -------------------- | ----------- | ----------- | -------- | ---------- | -------------------- | -------- | ------------------------ |
| 群馬県 | 利根川   | 片品川               | 大滝川      | 丸沼        | 丸沼ダム | 32.1       | 13,600               | 東京電力 | 土木遺産、重要文化財     |
| 北海道 | 亀田川   | 笹流川               | －          | －          | 笹流ダム | 25.3       | 607                  | 函館市   | 土木遺産                 |
| 岡山県 | 吉井川   | 恩原川               | －          | －          | 恩原ダム | 24.0       | 2,946                | 中国電力 | 土木遺産、登録有形文化財 |
| 鳥取県 | 千代川   | 北股川               | －          | －          | 三滝ダム | 23.8       | 276                  | 中国電力 | 土木遺産                 |
| 富山県 | 常願寺川 | 小口川               | マッタテ川  | －          | 真立ダム | 21.8       | 26                   | 北陸電力 | 土木遺産                 |
| 富山県 | 常願寺川 | 牛首谷川             | －          | －          | 真川ダム | 19.1       | 48                   | 北陸電力 | 土木遺産                 |